# Campanula sibirica
La campanula siberiana (nome scientifico Campanula sibirica L., 1753) è una pianta erbacea dai fiori blu a forma di campanella appartenente alla famiglia delle Campanulaceae.

## Etimologia
Il nome generico (campanula) deriva dalla forma a campana del fiore; in particolare il vocabolo deriva dal latino e significa: piccola campana.

Dalle documentazioni risulta che il primo ad usare il nome botanico di “Campanula” sia stato il naturalista belga Rembert Dodoens, vissuto fra il 1517 e il 1585. Tale nome comunque era in uso già da tempo, anche se modificato, in molte lingue europee. Infatti nel francese arcaico queste piante venivano chiamate “Campanelles” (oggi si dicono “Campanules” o “Clochettes”), mentre in tedesco vengono dette “Glockenblumen” e in inglese “Bell-flower” o “Blue-bell”. In italiano vengono chiamare “Campanelle”. Tutte forme queste che derivano ovviamente dalla lingua latina. L'epiteto specifico (sibirica) si riferisce alla Siberia e indica la probabile area di origine di questo fiore.
Il binomio scientifico della pianta di questa voce è stato proposto da Carl von Linné (1707 – 1778) biologo e scrittore svedese, considerato il padre della moderna classificazione scientifica degli organismi viventi, nella pubblicazione "Species Plantarum - 1:. 167 1753" del 1753.

## Descrizione

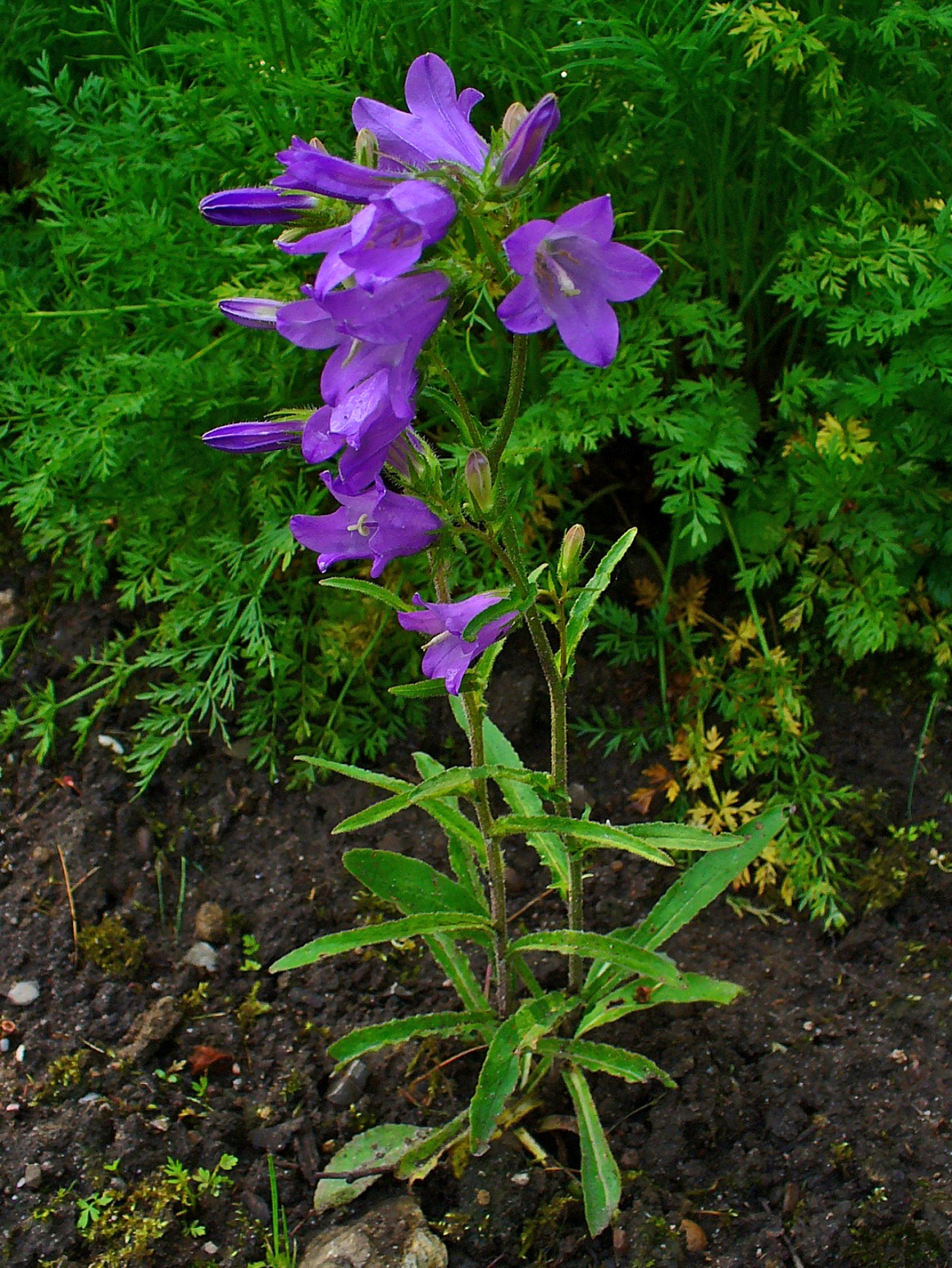
Il portamento

Queste piante possono arrivare fino a 1,5 - 6 dm di altezza. La forma biologica è emicriptofita bienne (H bienn), ossia in generale sono piante erbacee con gemme svernanti al livello del suolo e protette dalla lettiera o dalla neve e si distinguono dalle altre per il ciclo vitale biennale. Contengono lattice lattescente e accumulano inulina.

### Radici
Le radici consistono in fittoni fusiformi.

### Fusto
La parte aerea del fusto è eretta, con steli striati, pubescenti e più o meno arrossati. La ramosità si presenta solamente durante l'infiorescenza. Non sono presenti dei getti sterili.

### Foglie
Le foglie si dividono in basali e cauline. Quelle basali hanno delle forme spatolate con la parte più larga a un quarto dall'apice; i bordi sono percorsi da 18 - 25 denti conniventi per lato; la superficie è ispida (soprattutto nella zona della guaina e sulla nervatura centrale). Le foglie cauline sono progressivamente ridotte da lanceolato a lineari e con forme conduplicato-arcuate, sono inoltre semi-amplessicauli. Dimensioni delle foglie basali: larghezza 14 – 17 mm; lunghezza 40 – 55 mm. Dimensioni delle foglie cauline: larghezza 4 – 6 mm; lunghezza 15 – 25 mm.

### Infiorescenza

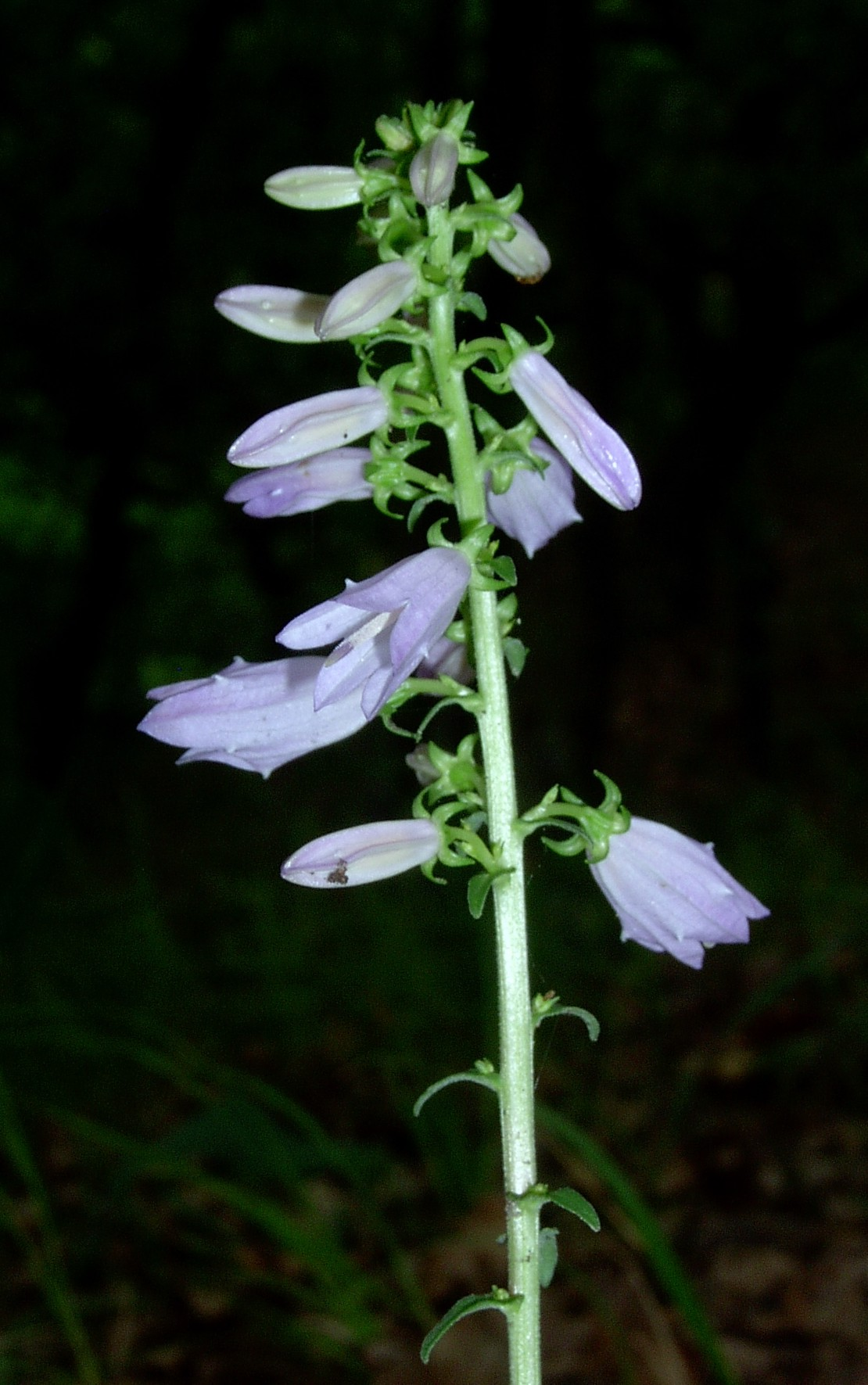
L'infiorescenza

Le infiorescenze sono formate da numerosi fiori disposti in pannocchia con peduncoli lunghi 1 cm, interrotti a metà da 2 - 4 bratteole.

### Fiore

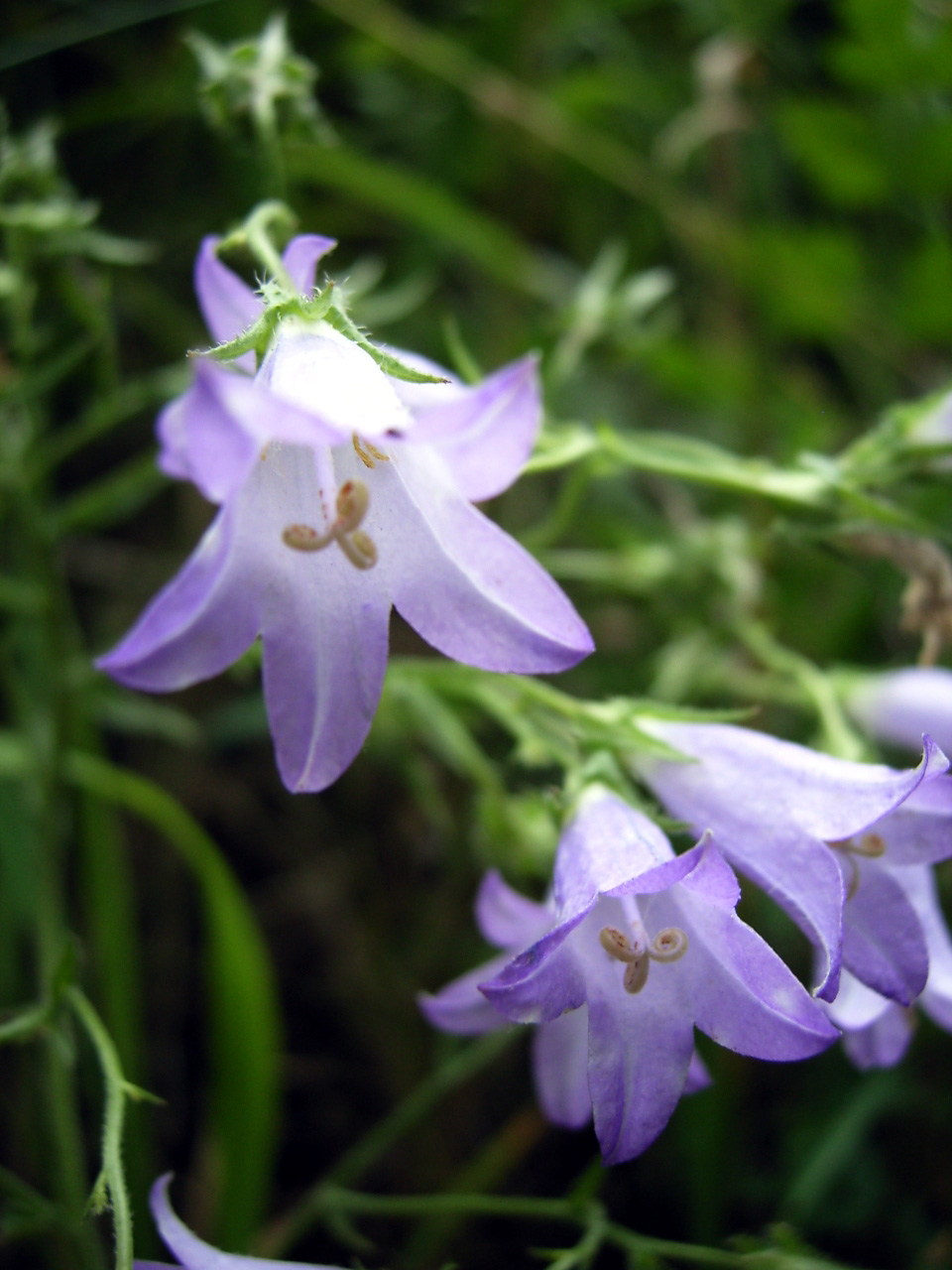
I fiori

I fiori sono tetra-ciclici, ossia sono presenti 4 verticilli: calice – corolla – androceo – gineceo (in questo caso il perianzio è ben distinto tra calice e corolla) e pentameri (ogni verticillo ha 5 elementi). I fiori sono ermafroditi e attinomorfi. Lunghezza del fiore: 17 – 25 mm.
- Formula fiorale: per questa pianta viene indicata la seguente formula fiorale:

K (5), C (5), A (5), G (2-5), infero, capsula
- Calice: il calice è formato da 5 lacinie sepali lineari di 4 mm e da appendici ribattute di 2 – 3 mm inserite tra un dente e l'altro.
- Corolla: la corolla campanulata è formata da 5 petali più o meno concresciuti in un tubo. La forma è campanulato-imbutiforme con lobi ovato-lanceolati; esternamente è glabra. Il colore è azzurro-violaceo tendente al lillacino. I petali sono privi di ali marginali.
- Androceo: gli stami sono 5 con antere, libere (ossia saldate solamente alla base) e filamenti sottili ma membranosi alla base. Il polline è 3-porato e spinuloso.
- Gineceo: lo stilo è unico con 3 stigmi. L'ovario è infero, 3-5-loculare con placentazione assile (centrale), formato da 5 carpelli. Lo stilo è lungo 2/3 rispetto alla corolla e possiede dei peli per raccogliere il polline.
- Fioritura: da maggio a giugno.

### Frutti
I frutti sono delle capsule poricide 3-loculare, ossia deiscenti mediante pori laterali aprentesi inferiormente ai denti calicini; i semi sono molto minuti.

## Riproduzione
- Impollinazione: l'impollinazione avviene tramite insetti (impollinazione entomogama). In queste piante è presente un particolare meccanismo a "pistone": le antere formano un tubo nel quale viene rilasciato il polline raccolto successivamente dai peli dallo stilo che nel frattempo si accresce e porta il polline verso l'esterno.[9]
- Riproduzione: la fecondazione avviene fondamentalmente tramite l'impollinazione dei fiori (vedi sopra).
- Dispersione: i semi cadendo a terra (dopo essere stati trasportati per alcuni metri dal vento, essendo molto minuti e leggeri – disseminazione anemocora) sono successivamente dispersi soprattutto da insetti tipo formiche (disseminazione mirmecoria).

## Distribuzione e habitat

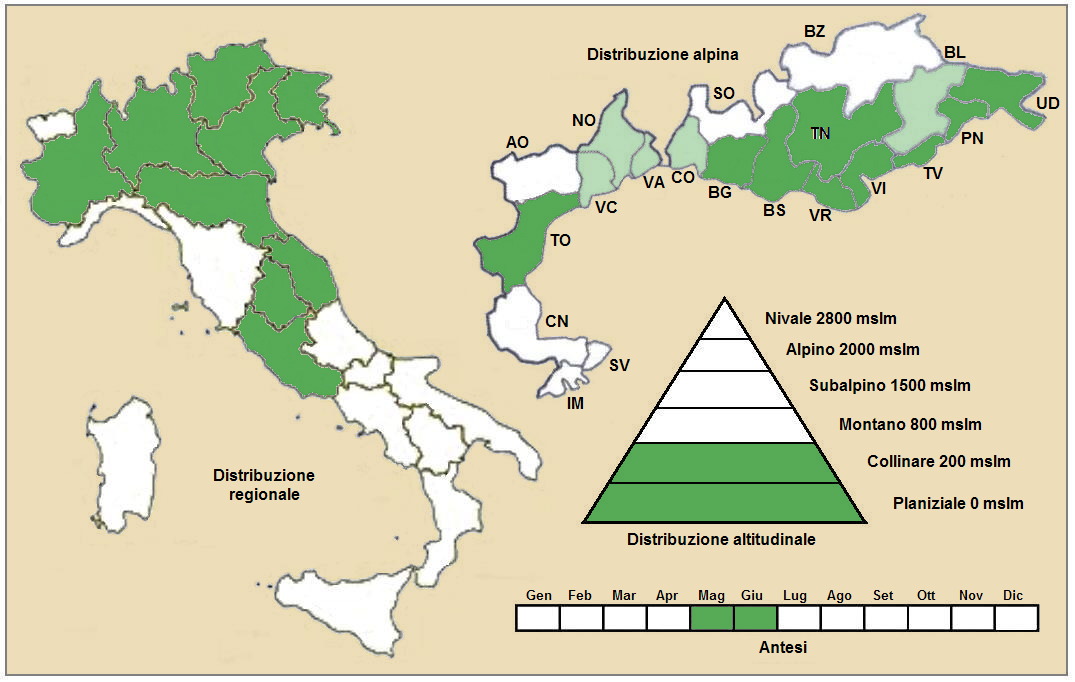
Distribuzione della pianta
(Distribuzione regionale – Distribuzione alpina)

- Geoelemento: il tipo corologico (area di origine) è Sud Est Europeo - Sud Siberiano o anche Eurasiatico.
- Distribuzione: in Italia è presente al nord e centro. Nelle Alpi è presente nelle aree più vicina alle pianure e nel Länder dell'Austria Inferiore. Sugli altri rilievi europei collegati alle Alpi si trova nelle Alpi Dinariche e i monti Carpazi.[11]
- Habitat: l'habitat tipico per questa pianta sono gli incolti aridi, i margini dei boschi; ma anche le praterie rase, i prati e i pascoli aridi e rocciosi. Il substrato preferito è calcareo con pH basico, bassi valori nutrizionali del terreno che deve essere arido.[11]
- Distribuzione altitudinale: sui rilievi queste piante si possono trovare fino a 1000 m s.l.m.; frequentano quindi i seguenti piani vegetazionali: collinare (oltre a quello planiziale – a livello del mare).

### Fitosociologia
Dal punto di vista fitosociologico la pianta di questa voce appartiene alla seguente comunità vegetale:
Formazione: delle comunità a emicriptofite e camefite delle praterie rase magre secche
Classe: Festuco-Brometea
Ordine: Festucetalia valesiacae 

## Tassonomia
La famiglia di appartenenza della Campanula sibirica (Campanulaceae) è relativamente numerosa con 89 generi per oltre 2000 specie (sul territorio italiano si contano una dozzina di generi per un totale di circa 100 specie); comprende erbacee ma anche arbusti, distribuiti in tutto il mondo, ma soprattutto nelle zone temperate. Il genere di questa voce appartiene alla sottofamiglia Campanuloideae (una delle cinque sottofamiglie nella quale è stata suddivisa la famiglia Campanulaceae) comprendente circa 50 generi (Campanula è uno di questi). Il genere Campanula a sua volta comprende 449 specie (circa 50 nella flora italiana) a distribuzione soprattutto circumboreale.

Il numero cromosomico di C. sibirica è: 2n = 34.

### Variabilità
La Campanula sibirica è una specie variabile. I caratteri maggiormente soggetti a variabilità sono:
- le piante sono più robuste (1);
- i fusti sono semplici o poco ramosi;
- i fusti sono più ramosi (1);
- le appendici del calice hanno delle forme lanceolate e sono più brevi del tubo calicino;
- le appendici del calice sono più larghe e sono lunghe come il tubo calicino (1);
- la corolla è lunga fino a 40 mm (1).

I caratteri contrassegnati da (1) sono (secondo Sandro Pignatti e la pubblicazione "An annotated checklist of the Italian Vascular Flora") relativi alla sottospecie divergentiformis (Jàv.) Domin con distribuzione Marche e Lazio; non riconosciuta però da altre checklist.

Altre checklist riconoscono le seguenti sottospecie:
- Campanula sibirica subsp. divergens (Waldst. e Kit. ex Willd.) Nyman
- Campanula sibirica subsp. elatior  (Fomin) Fed.
- Campanula sibirica subsp. hohenackeri  (Fisch. e C.A.Mey.) Damboldt
- Campanula sibirica subsp. taurica  (Juz.) Fed.
- Campanula sibirica subsp. parviflora Ancev

### Sinonimi
Questa entità ha avuto nel tempo diverse nomenclature. L'elenco seguente indica alcuni tra i sinonimi più frequenti:
- Campanula bzybica Jabr.-Kolak.
- Campanula caucasica M. Bieb.
- Campanula cernua   Hornem.
- Campanula charadzeae Grossh.
- Campanula charkeviczii Fed.
- Campanula czerepanovii Fed.
- Campanula daghestanica Fomin
- Campanula darialica Kharadze
- Campanula divergens Willd.
- Campanula elatior (Fomin) Grossh.
- Campanula fedorovii Charadze
- Campanula hohenackeri Fisch. & C. A. Mey.
- Campanula imeretina Rupr.
- Campanula komarovii Maleev
- Campanula longistyla Fomin
- Campanula macrorhiza var. chymatophylla   Vuk.
- Campanula paniculata   Pohl
- Campanula pannonica   Bernh. ex Schrank
- Campanula praealta Galushko
- Campanula racemosa   S.G.Gmel.
- Campanula schelkownikowii Fed.
- Campanula schischkinii Kolak. & Sachokia
- Campanula sibirica subsp. charkeviczii (Fed.) Fed.
- Campanula sibirica subsp. divergens (Willd.) Soó
- Campanula sibirica subsp. divergentiformis (Jáv.) Domin
- Campanula sibirica subsp. paniculata (A. DC.) Arcang.
- Campanula sibirica subsp. talievii (Juz.) Fed.
- Campanula sibirica var. divergentiformis Jáv.
- Campanula sibirica var. hohenackeri   (Fisch. & C.A. Mey.) Fomin
- Campanula sibirica var. saxicola   K.Koch
- Campanula sibirica f. elatior Fomin
- Campanula spathulata Waldst. & Kit.
- Campanula talievii Juz.
- Campanula taurica Juz.
- Campanula undulata   Moench
- Marianthemum sibiricum   (L.) Schur
- Medium sibiricum   (L.) Spach
- Nenningia paniculata   Opiz

### Specie simili
Le specie di campanula più simili a quelle di questa voce sono:
- Campanula barbata L. - Campanula barbata: le appendici del calice sono più lunghe dell'ovario e la corolla è barbata alla fauce.
- Campanula alpina Jacq. - Campanula alpina: le appendici del calice sono brevi; l'infiorescenza è formata da numerosi fiori raccolti a racemo.
- Campanula alpestris All. - Campanula alpestre: le appendici del calice sono brevi; l'infiorescenza è formata da un unico fiore.

## Altre notizie
La campanula siberiana in altre lingue è chiamata nei seguenti modi:
- (DE)  Gewöhnliche Sibirische Glockenblume
- (FR)  Campanule de Sibérie
- (RU)  Колокольчик сибирский